# Biblioteca da expansão portuguesa
Die Biblioteca da expansão portuguesa (Bibliothek der portugiesischen Expansion) ist eine portugiesische Buchreihe mit Werken zur portugiesischen Entdeckungs- und Expansionsgeschichte.
Die Reihe wurde 1989 von Luís de Albuquerque (1917–1992) begründet. Sie erscheint bei Publicações Alfa in Lissabon. Die Reihe umfasst 50 Bände. Sie enthält Ausgaben in aktualisierter Version der Quellen und Neuauflagen oder auch Ausgaben historiographischer Werke zur Entdeckungs- und Expansionsgeschichte der Portugiesen.

## Bände

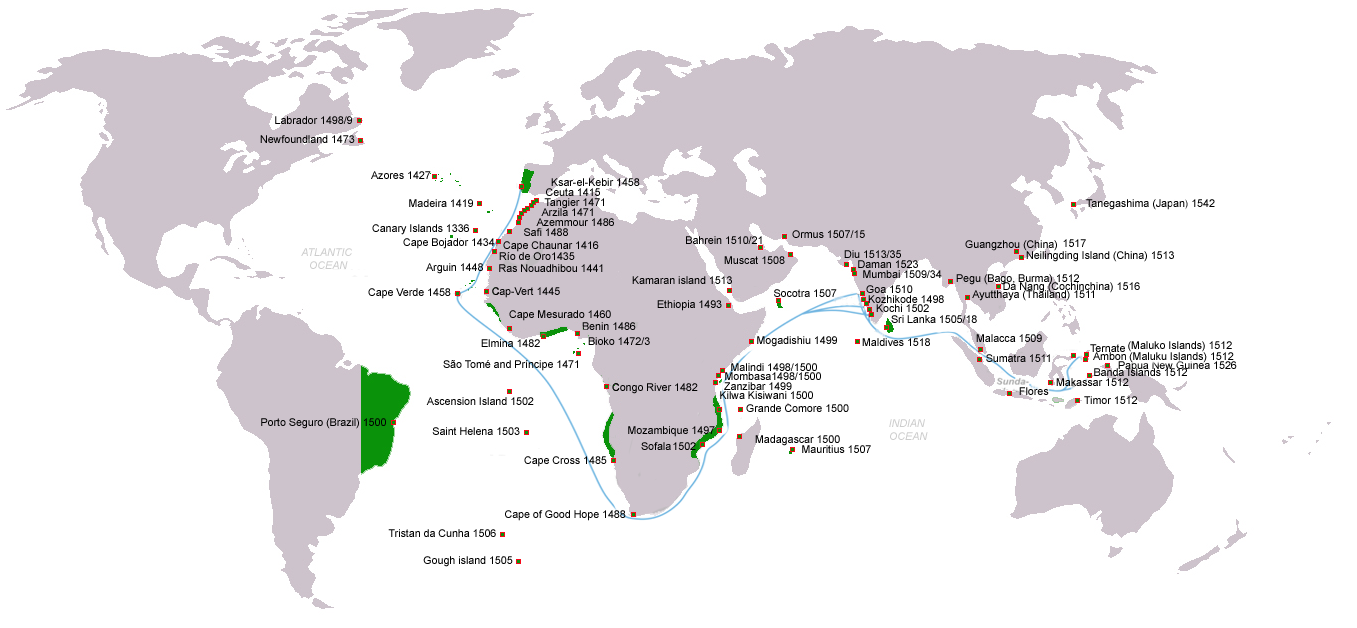
Portugiesische Entdeckungen, Reisen und Beteiligungen: Daten und erste Orte der Landungen zwischen 1415 und 1543, Hauptrouten im Indischen Ozean (blau), Gebiete Portugals in der Regierungszeit von König Johann III. (grün)

(vgl. die Angaben bei worldcat.com, deutsche Titelübersetzungen wurden nachgestellt usw.)
- 1. Grandes viagens marítimas / Große Seereisen.

Relação da primeira viagem de Vasco da Gama.
Diário da segunda viagem de Vasco da Gama.
Relação da viagem de D. Francisco de Almeida até à Índia.
Relato da viagem de Fernão de Magalhães.
- 2. Cartas de D. João de Castro a D. João III / [Briefe von D. João de Castro an D. João III.]
- 3. João Ribeiro: Fatalidade Histórica da Ilha de Ceilão.
- 4. Descobrimento da Flórida / Entdeckung von Florida.
- 5. André João Antonil: Cultura e opulência do Brasil.
- 6 und 7. Luís de Albuquerque: Alguns casos da India Portuguesa no tempo de D. João de Castro. 2 Bände.
- 8. Notícias da China e do Tibete.

Cartas dos cativos de Cantão : (1524) / de Cristóvão Vieira e Vasco Calvo. O descobrimento do Tibete : (1624) / pelo Padre António de Andrade
- 9. Filippo Pigafetta, Duarte Lopes: Relação do Reino do Congo e das Terras Circunvizinhas / Bericht über das Königreich Kongo und die umliegenden Länder.
- 10. Martim Afonso de Sousa: Cartas, Autobiografia e Diário da navegação de Pêro Lopes de Sousa / Briefe, Autobiographie und Tagebuch der Seereise von Pêro Lopes de Sousa.
- 11. Gabriel Soares de Sousa: Notícia do Brasil.
- 12. Augusto Ferreira do Amaral: História de Mazagão
- 13. António Galvão: Tratado dos descobrimentos
- 14. O Reconhecimento do Brasil / Die Anerkennung Brasiliens.
- 15. Gomes Eanes de Zurara: A Crónica dos Feitos da Guiné.
- 16. Tratado das Ilhas Molucas.
- 17. Angola no Século XVI / Angola im XVI. Jahrhundert
- 18. António Vasconcelos de Saldanha: A India portuguesa e a política do Oriente de setecentos.
- 19. Textos para a história da África Austral (século XVIII) / Texte zur Geschichte des Südlichen Afrikas (18. Jahrhundert).
- 20. Livro do que Viu e Ouviu no Oriente Duarte Barbosa / Buch von Duarte Barbosa, in dem er berichtet, was er im Osten gesehen und gehört hat.
- 21. A Ilha de São Tomé Nos Séculos XV e XVI
- 22. Padre Baltasar Teles: História da Etiópia / Geschichte Äthiopiens.
- 23. Alguns Documentos Sobre a Colonização do Brasil (Século XVI).
- 24. Primeiros escritos portugueses sobre a China.
- 25. Luís de Albuquerque: Curso de história da náutica.
- 26. Leonardo Nunes: Crónica de Dom João de Castro.
- 27. Cartas de Rui Gonçalves de Caminha.
- 28. Francisco Sales Loureiro: D. Sebastião e Alcácer Quibir / Dom Sebastião und Alcácer Quibir.
- 29. Textos sobre o Estado da India / Texte über den Estado da Índia.

Cartas de Simão Botelho
História dos cercos de Malaca / por Jorge de Lemos.
- 30, 31, 32 und 33. Padre João Lucena:. História da Vida do padre Francisco Xavier / Lebensgeschichte von Pater Franz Xaver. 4 Bände.
- 34. António Alberto Banha de Andrade: O naturalista José de Anchieta.
- 35. Jerónimo Dias Leite: Descobrimento da Ilha da Madeira.
- 36. Rui de Pina: Crónica de D. João II.
- 37. Alexandre Lobato: Evolução administrativa e economica de Moçambique (1752–1763).
- 38. Relações da Carreira da Índia.
- 39 und 40. Padre Francisco Álvares: Verdadeira Informação das Terras do Preste João das Índias. 2 Bände.
- 41. Lopo de Sousa Coutinho: O primeiro cerco de Diu.
- 42, 43 und 44. Brás de Albuquerque: Comentários do grande Afonso de Albuquerque. 3 Bände.
- 45 und 46. Frei João dos Santos: Etiópia Oriental. 2 Bände.
- 47. Notícias de Missionação e Martírio na India e Insulíndia (de 1500 a meados do século XVIII).
- 48. Avelino Teixeira da Mota: As Viagens do bispo D. Frei Vitoriano Portuense à Guiné / Die Reisen des Bischofs D. Frei Vitoriano Portuense nach Guinea.
- 49. Tratado de Tordesillas / Vertrag von Tordesillas.
- 50. Isabel Castro Henriques, Alfredo Margarido: Plantas e conhecimento do mundo nos séculos XV e XVI / Pflanzen und Wissen über die Welt im XV. und XVI.